# 尼古拉·勒梅热勒
尼古拉·勒梅热勒（英語：Nicolas Le Messurier），英国音频工程师。他获得了3次奥斯卡最佳音响效果奖提名。自1968年起，勒梅热勒参与制作了150多部电影。

## 部分影视作品
- 超人 (1978)[1]
- 印度之行 (1984)[2]
- 异形2 (1986)[3]